# Ommatius riali
Ommatius riali är en tvåvingeart som beskrevs av Vieira, Castro och Freddy Bravo 2005. Ommatius riali ingår i släktet Ommatius och familjen rovflugor. Inga underarter finns listade i Catalogue of Life.